# Château de Bottmingen
Le château de Bottmingen, appelé en allemand Schloss Bottmingen, est un Wasserburg situé sur le territoire de la commune bâloise de Bottmingen, en Suisse.

## Histoire
La première mention écrite du château remonte à 1363 et l'indique comme étant la propriété de la famille Kämmerer, qui est considérée comme l'ayant fait construire sur un alleu. Le bâtiment passe ensuite entre les mains de plusieurs propriétaires, avant d'être acheté en 1519 par le village de Bottmingen qui va l'aliéner à des particuliers tout en conservant la possibilité d'y loger une garnison.
Dernier château du canton à posséder encore des douves, il a été totalement reconstruit au XVIIIe siècle en style baroque.
Le château, inscrit comme bien culturel d'importance nationale, et propriété du canton depuis 1955, abrite de nos jours un restaurant pouvant accueillir plus de 300 convives.

## Source
- (de) Cet article est partiellement ou en totalité issu de l’article de Wikipédia en allemand intitulé « Schloss Bottmingen » (voir la liste des auteurs).